# Бхопал
Бхопа́л (хинди भोपाल, англ. Bhopal, урду بھوپال‎) — город в центральной части Индии. Столица штата Мадхья-Прадеш. Прозвище — «город семи озёр». Население — более 1,5 млн жителей, из которых 56 % индуистов и 38 % мусульман.

## География и климат

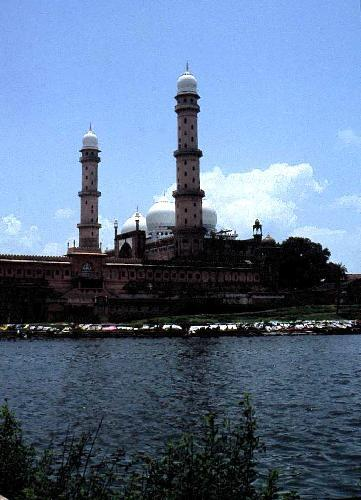
Мечеть Тадж-ул-Масаджид

Бхопал расположен в центральной части Индии, на плато Малва. Город находится на высоте 427 м над уровнем моря.
Климат Бхопала — влажный тропический, с мягкой зимой, жарким засушливым летом и влажным сезоном муссонов. Лето начинается в конце марта и продолжается до середины июня, средняя температура в этот период достигает 30°С. Самый жаркий месяц года — май, температуры могут превышать 40°С. Муссоны продолжаются с конца июня до конца сентября, средняя температура этих месяцев: 25°С. Зима длится с октября по начало марта, температура в этот период держится около 18°С, но иногда опускается значительно ниже. Среднегодовой уровень осадков: 1146 мм.

## История
Основателем поселения на этом месте считается царь Пармара Бходж (1000—1055), столицей владений которого был город Дхар. Первоначально город назывался «Бходжпалом» («Bhojpal») по имени своего основателя («Bhoj» — «Бходж») и его деяния для этого населённого пункта («pal» — «плотина»), благодаря которому у города появилось Верхнее озеро. После падения династии Пармар Бхопал несколько раз разрушался и был разграблен. После смерти могольского императора Аурангзеба один из его афганских наёмников Дост Мухаммед-хан из Тираха начал создавать своё собственное княжество. Основанное им княжество Бхопал стало вторым по величине мусульманским государством в Индии до её независимости. Небольшую деревню, которой тогда был Бхопал, этот правитель-пуштун в 1720-е годы превратил в город-крепость: 30 августа 1723 года был заложен фундамент форта. Благодаря Дост Мухаммед-хану и его потомкам ислам и пуштуны оказали сильное влияние на культуру и архитектурный облик города. В 1742 году Фаиз Мухаммед-хан перенёс в Бхопал из Исламнагара столицу княжества.
C 1819 года и до 1926 года княжеством управляли женщины (всего их было четыре). В период правления одной из них, Шах Джахан бегум, было заметно влияние архитектуры Великих Моголов, поэтому один из городских округов получил название «Шахджаханабад». При ней же в Бхопале была построена самая большая на тот момент мечеть в Азии Тадж-уль-Масаджид.
Последним правителем княжества Бхопал был Хамидуллах Хан, сын Султан Джахан бегум и внук Шах Джахан бегум. В 1949 году княжество вошло в состав Индийского Союза и Бхопал стал столицей нового штата. Синдхи, бежавшие из Пакистана в результате процесса раздела Британской Индии, поселились в западном пригороде города, Баирагатхе. В 1956 году штаты Бхопал, Мадхья-Бхарат и Виндхья-Прадеш были объединены в новый штат Мадхья-Прадеш, столицей которого стал город Бхопал.
3 декабря 1984 года в городе произошла крупнейшая в мире техногенная катастрофа: на местном химическом заводе в результате утечки 42 тонн токсичного газа метилизоцианата погибло около 3000 человек, позднее погибло ещё 15 тысяч человек. Поэтому 3 декабря является в городе днём траура: каждый год в этот день закрываются все государственные учреждения Бхопала.

## Экономика
Бхопал — центр торговли (зерно, хлопок, опиум, лес, швейные изделия).
Также Бхопал известен своими ремёслами: бисероплетением и золотым шитьём (зари и зардози).
На окраине города есть два промышленных района: Мандидип и Говиндпур. Имеется промышленность: химическая, хлопчатобумажная, мукомольная, пищевая, машиностроение. Завод электроприборов. Производство спичек, тканей, швейно-трикотажных и ювелирных изделий. Крупнейшей промышленной компанией Бхопала и всего штата Мадхья-Прадеш является Hindustan Electro Graphite (HEG), производящая графитовые электроды.
В 1984 году на химическом заводе в Бхопале произошла огромная по числу жертв Бхопальская катастрофа, которая негативно отразилась на экономическом развитии города. Для привлечения инвестиций власти штата Мадхья-Прадеш планируют в 2010-х годах развивать сеть автомобильных дорог, связывающих Бхопал с крупными городами. Кроме того, ведутся работы по улучшению качества питьевой воды, снабжения населения водой и электричеством. Предпринимаются усилия по развитию туризма и образования (в Бхопале есть университет).

## Транспорт
Национальный хайвэй № 12 проходит через город и соединяет Бхопал с Джабалпуром (на востоке) и с Джайпуром (на западе). Хайвэй № 86 соединяет город с Сагаром (на востоке) и с Девас (на западе). Хайвэй № 17 соединяет Бхопал и Индаур.
Город хорошо соединён железными дорогами с другими городами северной Индии.
Аэропорт Бхопала расположен в 15 км к северо-западу от города, на хайвэе № 12. Аэропорт принимает только местные рейсы и соединяет Бхопал регулярными рейсами с такими городами страны, как Дели, Бомбей, Ченнаи, Хайдерабад, Калькутта, Индаур, Ахмадабад и Райпур.
Здесь находится крупный железнодорожный узел.

## Население
| Религии в Бхопале                      | Религии в Бхопале | Религии в Бхопале | Религии в Бхопале | Религии в Бхопале |
| Религия                                |                   |                   | Процент           |                   |
| -------------------------------------- | ----------------- | ----------------- | ----------------- | ----------------- |
| индуизм                                |                   |                   | 73 %              |                   |
| ислам                                  |                   |                   | 23 %              |                   |
| джайнизм                               |                   |                   | 1.2 %             |                   |
| христианство                           |                   |                   | 1.1 %             |                   |
| буддизм                                |                   |                   | 1.1 %             |                   |
| другие†                                |                   |                   | 0.6 %             |                   |
| Распределение верующих †включая сикхов |                   |                   |                   |                   |

Согласно переписи населения 2011 года численность населения Бхопала — 1 795 648 человек, включая 939 560 мужчин и 856 088 женщин. Население городской агломерации составило 1 883 381 человек.
Уровень грамотности 85,24 %, в том числе среди мужчин 89,2 % и среди женщин — 80,1 %.
Индуисты составляют 73 % населения, мусульмане — 23 %. Оставшиеся 4 % приходятся на буддистов, джайнов, сикхов и других.
Основные языки — хинди, урду и английский.

## Культура
В городе проходит театральный фестиваль «Рангадхар».
Фестиваль Холи посещают не только индуисты, но и горожане других вероисповеданий. Озабоченность общественности города экологией привела к проведению здесь в 2012 году «зелёного» Дивали.
Мусульманская миссионерская организация «Джамаат Таблиг» ежегодно проводит в Бхопале многотысячные трёхдневные собрания мусульманских проповедников под названием «Aalami Tableeghi Ijtima» (сокращённо «Ijtima»).
C 1934 по 1938 год в Бхопале жил поэт и философ Мухаммад Икбал.
С 2007 года Бхопал стал популярным местом для съёмок индийских фильмов («От помолвки до свадьбы», 2008; «Раджнити», 2010; «Жизнь Пипли», 2010). В 2010-х годах здесь были сняты телесериалы «Chintu Chinki Aur Ek Badi Si Love Story», «Tum Dena Saath Mera», «Вторая свадьба» и «Согласие».

## Достопримечательности
В Бхопале и его окрестностях много достопримечательностей.

### Дворцы, дома
- «Дом Бурбонов», в котором проживает Бальтазар Наполеон де Бурбон, индийский юрист и фермер, возможный потомок индийской ветви Бурбонов[22][23].
- Исламнагар (Джагдишпур) — деревня, которая когда-то была городом и столицей княжества Бхопал. Находится в 11 км от Бхопала. На её территории сохранились руины крепости и трёх дворцов (Чаман Махал, Рани Махал и Гонда Махал), два из которых были построены при первом и втором навабах княжества Бхопал[24].
- Шаукат Махал — дворец, построенный архитектором-французом в европейском стиле. Находится в Бхопале.

### Музеи, центры
- Бхарат Бхаван — центр искусств. Открыт Индирой Ганди 13 февраля 1982 года. В его здании проводят фестивали и биеннале, концерты, кинопоказы и тому подобное[25].
- Государственный музей штата Мадхья-Прадеш. Основан во время правления наваба княжества Бхопал Шах Джахан-бегум. У него 17 галерей, среди которых есть археологические и религиозные галереи, а также галереи искусств региона[26].
- Музей под открытым небом Раштрия Манав Санграхалая (Музей человека).
- Региональный научный центр. Открыт 12 января 1995 года президентом Индии Шанкаром Дьялом Шармой. Занимается популяризацией науки и технологий. В его собрании более 266 научных экспонатов, связанных с механикой, энергетикой, звуком, светом, атмосферой[27].

### Озёра, пещеры, парки
- Верхнее озеро — старейшее искусственное озеро Индии (существует с XI века), известное также в данной местности под названием «Bada Talab». Озеро является основным источником питьевой воды для жителей города. На острове Такиа, который расположен на Верхнем озере, находится гробница Шаха Али Шаха Рахматуллаха Алла[28]. В 2011 году по случаю 1000-летия коронации основателя города царя Бходжа возле Верхнего озера была установлена его статуя, а само озеро переименовано из «Bada Talab» в «Bhojtaal»[29].
- Национальный парк Ван Вихар — зоологический парк, который находится возле Верхнего озера. Объявлен национальным парком в 1983 году.
- Нижнее озеро (известное также как «Chhota Talaab» или «Pranab Kumar Bhattacharyya») — искусственное озеро, созданное в 1794 году в целях украшения города по поручению наваба Хайата Мухаммада[30].
- Скальные жилища Бхимбетка — находятся в 40 км от Бхопала.

### Религиозные сооружения
- Джама Масаджид — мечеть, построенная в первой половине XIX века, при Кудсие бегум. На её здание заявила свои претензии индуистская организация Вишва хинду паришад[31].
- Дхаи Сидхи Ки Масджид («Мечеть двух-с-половиной шагов») — первая мечеть Бхопала и одна из самых маленьких мечетей в мире (её площадь составляет 16 м²). Построена в XVIII веке для военных. Находится в Бхопале возле госпиталя Хамида и медицинского колледжа Ганди.
- Мандир Махавир Гири (Мануа Бхан Ги Текри) — храм джайнов. Находится в 7 км от Бхопала, на вершине холма.
- Мандир Шивы — индуистский храм XI века, построенный царём Бходжем (отсюда одно из названий храма — Бходжешвар). Располагается в 28 км от города Бхопал. В храме находится каменный лингам Шивы.
- Моти Масджид (другое название «Жемчужная мечеть») — построена в 1860 году во время правления наваба Сикандер Бегум.
- Санчи — деревня в 46 км от Бхопала, на территории которой располагаются памятники раннебуддийской архитектуры.
- Тадж-уль-Масаджид — мечеть, которая считается одной из самых больших мечетей в Индии.
- Храм Лакшми-Нараяны (Храм Бирла). Построен в честь индуистской богини богатства Лакшми и её мужа Вишну, хранителя Вселенной (Нараяна). При храме есть музей Бирла (по фамилии известного индийского промышленника). В этом музее находятся коллекции статуй из разных районов штата Мадхья-Прадеш, относящиеся к XII веку, времени правления династии Пармар[32].